# Fender Swinger

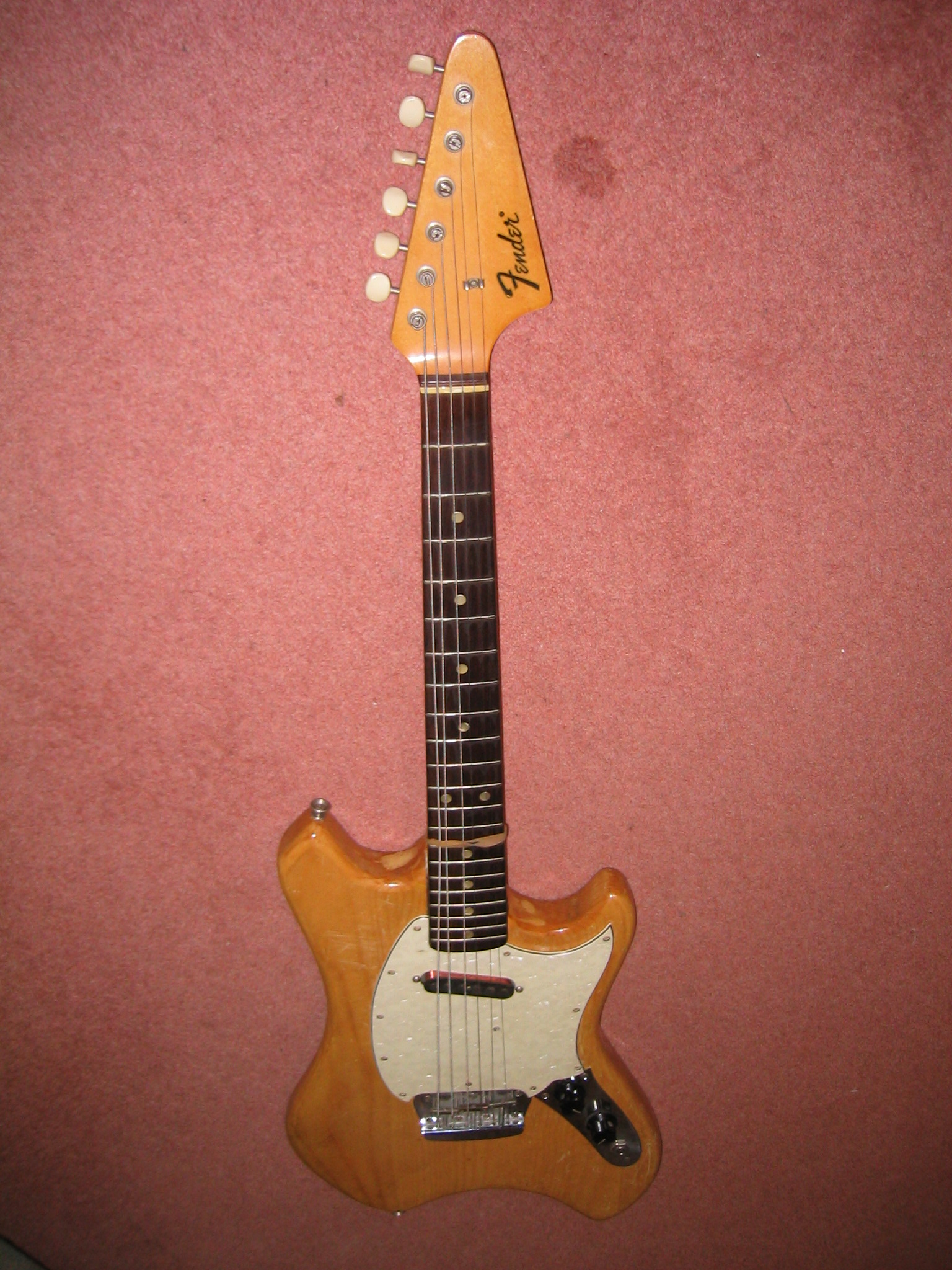
Fender Swinger

Die Fender Swinger (auch: Musiclander oder Arrow) ist eine E-Gitarre, die im Jahr 1969 von der US-amerikanischen Firma Fender hergestellt wurde.

## Geschichte
Nachdem Firmengründer Leo Fender seine Firma 1965 an den Medienkonzern CBS verkaufte, versuchten die neuen Manager, Umsatz und Gewinne zu steigern. Ein Weg war, überschüssige Teile aus Überproduktionen zu neuen Modellen zu verarbeiten. Mit der Swinger, welche inoffiziell auch als Musiclander oder Arrow bezeichnet wurde, wurde der Korpus der glücklosen Bassgitarre Fender Bass V mit überschüssigen Hälsen und anderen Teilen der Einsteigermodelle Mustang und Musicmaster (ab 1956 produziert) kombiniert. Um dem Modell ein eigenständiges Aussehen zu verleihen, erhielt der Korpus einen bogenförmigen Ausschnitt, während die Kopfplatte pfeilförmig zugespitzt wurde. Unsichtbar unter dem Schlagbrett befand sich im Korpus neben der ovalen Ausfräsung für den Single Coil Tonabnehmer eine weitere unbenutzte Fräsung, die ursprünglich für den Tonabnehmer des Fender Bass V vorgesehen war.
Über Produktionszeiten und Stückzahlen ist nur wenig bekannt, zumal die Swinger von CBS bei ihrem Erscheinen nur zurückhaltend beworben wurde. Als günstige Einsteigergitarre erlangte sie nur wenig Aufmerksamkeit unter Musikern, wohingegen Sammler die Swinger als rare Kuriosität im Fender-Programm entdeckt haben.

## Konstruktion

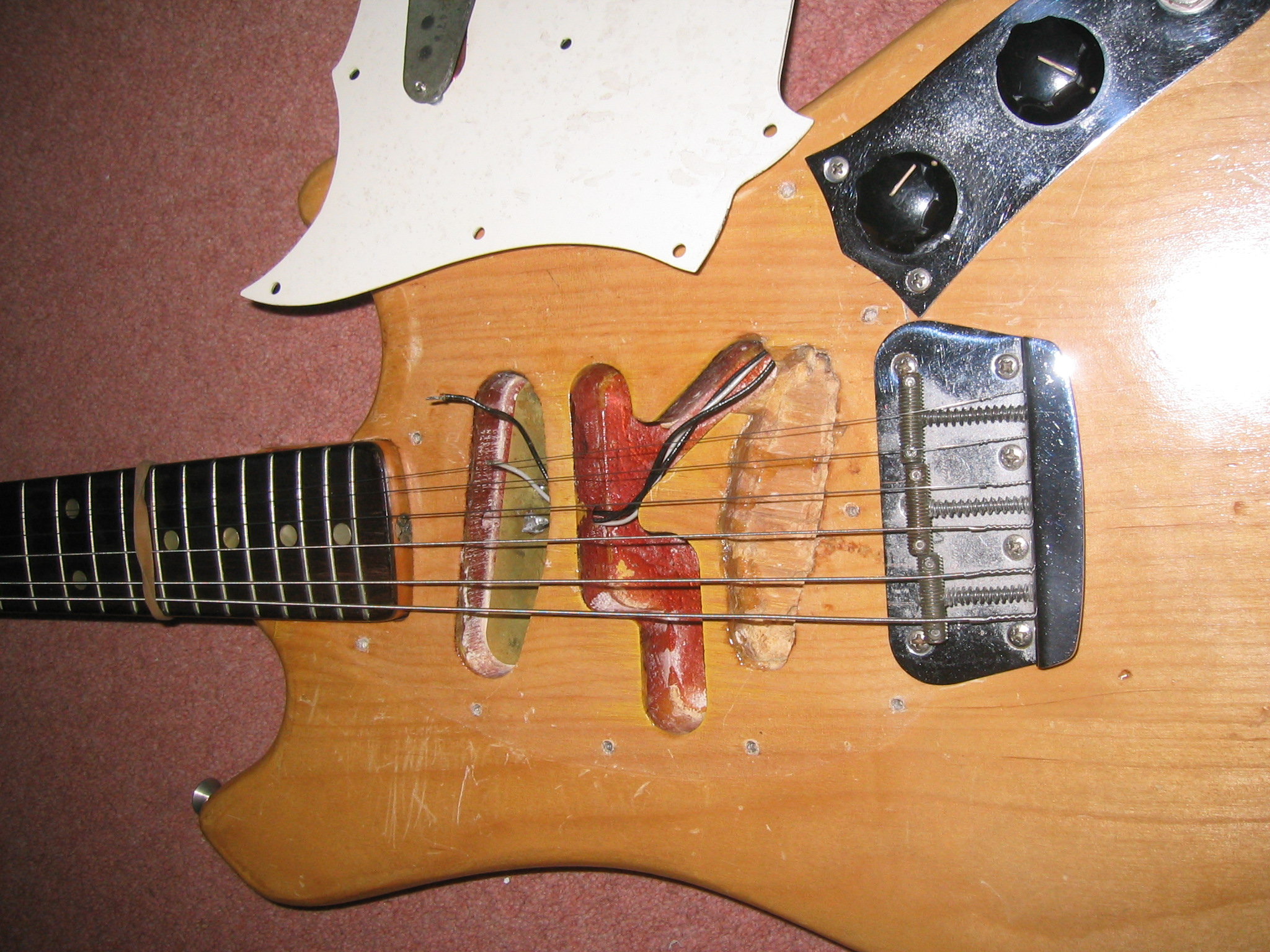
Korpus mit ungenutzter Fräsung für den Bass-Tonabnehmer des Fender Bass V

Die Swinger folgt dem grundlegenden Konstruktionsprinzip der Firma Fender: Auf einen massiven Eschekorpus wird ein Ahornhals geschraubt. Die Stimmmechaniken befinden sich in einer Linie auf der oberen Seite der asymmetrischen Kopfplatte. Der einzige Tonabnehmer ist auf ein aus Kunststoff bestehendes Schlagbrett montiert, das sich unter den Saiten auf dem Korpus befindet. Der Hals der Swinger besitzt ein Griffbrett aus Palisander, in welches wegen der kurzen Mensur von 22,5 Zoll nur 21 Bünde eingelassen sind. Die spitze Kopfplatte wurde nur selten mit dem Modellnamen Swinger bedruckt, die meisten Instrumente zeigten lediglich das Fender-Logo.
Die Elektronik besteht aus einem einzigen Single Coil Tonabnehmer aus der  Musicmaster-Produktion, der von einem Volume- und einem Tonregler der Mustang verwaltet wird.

## Fender Swinger in der Musik
Als günstiges Einsteigerinstrument mit kurzem Hals und wegen des einzelnen Tonabnehmers nur eingeschränkter Klangpalette spielten nur wenige professionelle Musiker die Swinger Live oder im Studio. Das Instrument wurde u. a. von Tina Weymouth der Band Talking Heads bei Konzerten und in dem Film Stop Making Sense eingesetzt. Teilweise wird die Swinger auch von Musikern des Alternative Rock wie Ben Kweller benutzt.